# 5778 Jurafrance
Az 5778 Jurafrance (ideiglenes jelöléssel 1989 YF5) a Naprendszer kisbolygóövében található aszteroida. Eric Walter Elst fedezte fel 1989. december 28-án.